# New York Nets 1970-1971
La stagione 1970-71 dei New York Nets fu la 4ª nella ABA per la franchigia.
I New York Nets arrivarono terzi nella Eastern Division con un record di 40-44. Nei play-off persero la semifinale di division con i Virginia Squires (4-2).

## Roster
| N°    | Naz.                   | Ruolo | Sportivo        | Anno | Alt. | Peso |
| ----- | ---------------------- | ----- | --------------- | ---- | ---- | ---- |
| 3     | Stati Uniti (bandiera) | G     | Billy DeAngelis | 1946 | 185  | 82   |
| 3     | Stati Uniti (bandiera) | AC    | Manny Leaks     | 1945 | 203  | 102  |
| 4     | Stati Uniti (bandiera) | G     | Jeff Congdon    | 1943 | 185  | 82   |
| 5     | Stati Uniti (bandiera) | AC    | Billy Paultz    | 1948 | 211  | 107  |
| 10-15 | Stati Uniti (bandiera) | G     | Jim Hayes       | 1948 | 191  | 91   |
| 11    | Stati Uniti (bandiera) | A     | Sonny Dove      | 1945 | 201  | 90   |
| 12    | Stati Uniti (bandiera) | AC    | Jim Ard         | 1948 | 203  | 98   |
| 14    | Stati Uniti (bandiera) | A     | Luther Green    | 1946 | 201  | 86   |
| 15-3  | Stati Uniti (bandiera) | AC    | Bill Bunting    | 1947 | 203  | 91   |
| 20    | Stati Uniti (bandiera) | C     | Ed Johnson      | 1944 | 203  | 93   |
| 20    | Stati Uniti (bandiera) | GA    | Ollie Taylor    | 1947 | 188  | 88   |
| 21    | Stati Uniti (bandiera) | G     | Joe DePre       | 1947 | 191  | 84   |
| 23    | Stati Uniti (bandiera) | GA    | Levern Tart     | 1942 | 188  | 88   |
| 24    | Stati Uniti (bandiera) | A     | Rick Barry      | 1944 | 201  | 93   |
| 25    | Stati Uniti (bandiera) | G     | Bill Melchionni | 1944 | 185  | 75   |
| 40    | Stati Uniti (bandiera) | AC    | Les Hunter      | 1942 | 201  | 95   |

## Staff tecnico
- Allenatore: Lou Carnesecca
- Vice-allenatori: John Kreese, Bernie Sarachek